# Estivella
Estivella és un municipi del País Valencià que es troba a la comarca del Camp de Morvedre.
Limita amb els municipis de Torres Torres, Albalat dels Tarongers, Sagunt, Segart i Serra (este últim, a la comarca del Camp de Túria).

## Geografia

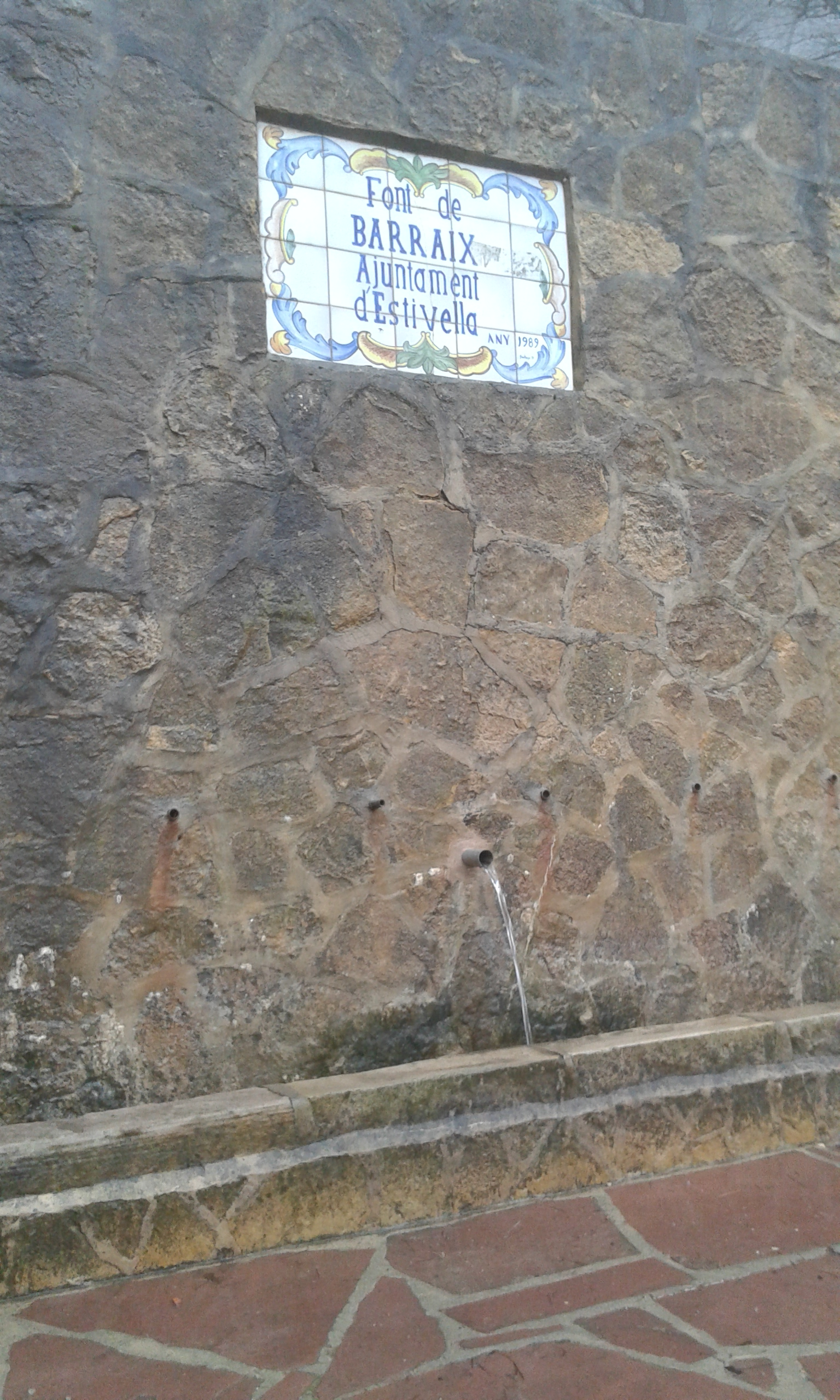
Font de Barraix

Està situada al bell cor de la serra Calderona amb una gran complexitat en el relleu: petites valls i barrancs d'orientacions variades, ràpids vessants que enllacen amb nombrosos cims, un dels quals, el Garbí, de 601 m d'altitud, és un dels més emblemàtics de les comarques de la província de València, ja que s'hi ha bastit un mirador que oferix vistes de tota la comarca del Camp de Morvedre i el golf de València, amb accés des de la font de Barraix; també són notables els paratges de Beselga, el Pla, Linares i la Carrasca; la flora i la fauna mediterrània hi són representades a bastament.

## Història
Al terme s'han trobat restes d'èpoques prehistòriques: el jaciment de Sabato mostra el pas dels ibers; l'aqüeducte dels Arcs, el dels romans; la fundació actual, però, és d'origen musulmà i es creu que estigué primerament al poble o castell de Beselga. Documentat des de 1248, la primera font referida al terme és del 1376 amb el seu primer senyor conegut, mossén Guillem Colom; la primera carta pobla d'Estivella, Beselga i Arenes va ser del 16 de juny de 1382, donada per Guillem Moliner; fou comprada el 1501 per Berenguer Martí Torres d'Aguilar després d'haver passat per diverses mans; fins al 1535 pertangué a Morvedre (l'actual Sagunt); l'expulsió dels moriscs, el 1609, deixà el lloc gairebé despoblat; el 1610, Jeroni de Montsoriu li va concedir carta de població; en casar-se Francesca Felipa de Montsoriu i Montpalau amb Onofre Escrivà d'Híjar, II comte de l'Alcúdia, passà a aquesta família. Interrompuda la successió, va pertànyer al marquesat de Nules i després als Saavedra; a finals del segle xix, el llogaret annex al castell va romandre definitivament despoblat.

## Demografia
| 1990  | 1992  | 1994  | 1996  | 1998  | 2000  | 2002  | 2004  | 2005  | 2010  | 2015  | 2020  | 2023  |
| ----- | ----- | ----- | ----- | ----- | ----- | ----- | ----- | ----- | ----- | ----- | ----- | ----- |
| 1.104 | 1.092 | 1.122 | 1.097 | 1.076 | 1.114 | 1.125 | 1.164 | 1.199 | 1.364 | 1.380 | 1.441 | 1.598 |

## Economia
L'economia es basa en l'agricultura, fonamentalment de cítrics; s'ha perdut l'artesania de la seda, de les estores fetes a mà i de les pintes de banya de bou. La proximitat a València i la benignitat del clima fan d'Estivella un poble d'estiueig i donen alguna importància al sector terciari. Disposa del parc d'esbarjo El Pla, dedicat a la multiaventura infantil i d'un petit polígon industrial.

## Política i govern

### Composició de la Corporació Municipal
El Ple de l'Ajuntament està format per 9 regidors. En les eleccions municipals de 28 de maig de 2023 foren elegits 3 regidors del Partit Socialista del País Valencià (PSPV-PSOE), 4 de Junts per Estivella (Compromís), 1 del Partit Popular (PP) i, per acabar 1 del partit VOX.
| Eleccions municipals de 28 de maig de 2023 - Estivella |                                          |                                     |                                     |        |          |          |
| Candidatura | Candidatura                              | Candidatura                         | Cap de llista                       | Vots   | Vots     | Regidors |
| | Junts per Estivella                      |                                     | Josep Francesc Mateu Bolos          | 359    | 37,82%   | 4 (+1)   |
| | Partit Socialista del País Valencià-PSOE |                                     | Rafael Mateu Mateu                  | 311    | 32,77%   | 3 (-1)   |
| | Partit Popular                           |                                     | Ventura Vilarrasa Setuain           | 168    | 17,70%   | 1 (-1)   |
| | VOX                                      |                                     | José Ramón Mateu                    | 100    | 10,53%   | 1 (+1)   |
| | Vots en blanc                            |                                     |                                     | 11     | 1,15%    |          |
| Total vots vàlids i regidors | Total vots vàlids i regidors             | Total vots vàlids i regidors        | Total vots vàlids i regidors        | 927    | 100 %    | 9        |
| | Vots nuls                                | Vots nuls                           | Vots nuls                           | 32     | 3,26%    |          |
| Participació (vots vàlids més nuls) | Participació (vots vàlids més nuls)      | Participació (vots vàlids més nuls) | Participació (vots vàlids més nuls) | 970    | 75,40%** |          |
| Abstenció | Abstenció                                | Abstenció                           | Abstenció                           | 320*   | 24,59%** |          |
| Total cens electoral | Total cens electoral                     | Total cens electoral                | Total cens electoral                | 1.301* | 100 %**  |          |
| Alcalde: Francesc Mateu I Bolós (Junts per Estivella) (17/06/2023) Per ser la llista més votada, després de no haver obtingut majoria absoluta dels regidors (7 vots: 3 de PSPV i 4 de Compromís) |                                          |                                     |                                     |        |          |          |
| Fonts: JEC, JEZ Sagunt, M. Interior, Periòdic Ara. (* No són vots sinó electors. ** Percentatge respecte del cens electoral.)                                                                     |                                          |                                     |                                     |        |          |          |

### Alcaldes
Des de 2023 l'alcalde d'Estivella és Francesc Mateu i Bolós del partit Junts per Estivella
| Període                       | Alcalde o alcaldessa      | Partit polític      | Data de possessió | Observacions |
| ----------------------------- | ------------------------- | ------------------- | ----------------- | ------------ |
| 1979–1983                     | Rafael Blasco Renau       | Independent         | 19/04/1979        | --           |
| 1983–1987                     | Rafael Blasco Renau       | AP-PDP-UL-UV        | 28/05/1983        | --           |
| 1987–1991                     | Robert Renau i Ramon      | PSPV-PSOE           | 30/06/1987        | --           |
| 1991–1995                     | Robert Renau i Ramon      | PSPV-PSOE           | 15/06/1991        | --           |
| 1995–1999                     | Robert Renau i Ramon      | PSPV-PSOE           | 17/06/1995        | --           |
| 1999–2003                     | Robert Renau i Ramon      | PSPV-PSOE           | 03/07/1999        | --           |
| 2003–2007                     | Robert Renau i Ramon      | PSPV-PSOE           | 14/06/2003        | --           |
| 2007–2011                     | Robert Renau i Ramon      | PSPV-PSOE           | 16/06/2007        | --           |
| 2011–2015                     | María Jesús Ramón Beltrán | PP                  | 11/06/2011        | --           |
| 2015–2019                     | Rafael Mateu Mateu        | PSPV-PSOE           | 13/06/2015        | --           |
| 2019-2023                     | Rafael Mateu Mateu        | PSPV-PSOE           | 15/06/2019        | --           |
| Des de 2023                   | Francesc Mateu i Bolós    | Junts per Estivella | 17/06/2023        | --           |
| Fonts: Generalitat Valenciana |                           |                     |                   |              |

## Monuments
- Església dels sants Joans. 1675. Presenta un campanar d'estil barroc (1725- 1730) que va ser restaurat l'any 2001. Presenta complet el joc de campanes dels segles xviii i xix, restaurades l'any 2011.
- Ermita de Sant Roc de Beselga. Fon construïda en el segle XX.
- Ermita de la Santa Creu. Es troba en el cim del Garbí.
- Aqüeducte romà dels Arcs.
- Castell de Beselga. És d'època musulmana, fou destruït pels agermanats de Morvedre; reeedificat posteriorment per Gracià de Monsoriu i abandonat definitivament en el segle XVII; va ser restaurat fa uns anys després que s'assolara el seu llenç nord.

## Llocs d'interés
- Serra Calderona. Parc Natural.

## Festes i celebracions
Tradicionalment, les Festes Majors de la població se celebraven a la fi del mes d'octubre i estaven dedicades a la santa Creu i a sant Josep. Estan datades en el poble el 1784 (quan es va aprovar popularment el patronatge local de sant Josep) i de 1787 (quan s'instal·la en el Garbí la santa Creu que actualment està en el temple parroquial).
En l'actualitat la santa Creu del Garbí i sant Josep s'han passat al mes d'agost (després d'un referèndum popular de 1979) i s'han ajuntat amb les celebracions de Nostra Senyora d'Agost i de sant Roc, que també tenen molta tradició en la població.
Com a acte preparatiu de la festa de sant Roc (16 d'agost), una setmana abans es baixa la imatge del sant des de l'ermita de Beselga fins a l'església dels Sants Joans a Estivella, en processó amb torxes. I el dia 16 es torna a pujar el sant a Beselga, on se celebra una romeria.
A l'hivern, destaca la festivitat de sant Blai (3 de febrer), al voltant de la qual apareix una gastronomia típica caracteritzada per les calderes, i per les coquetes de sant Blai, al costat de celebracions religioses (missa i processó).

## Personatges destacats
- Daniel Arnau i Tortonda, músic, director de banda i baríton; va contribuir a difondre l’ús de l'ukelele a Europa.
- Lluís Maria Mesa i Reig, cronista oficial del municipi des del 28 de gener de 2011.